# 尹何
尹何（？—？），中国春秋时期郑国人。他得到郑国当国罕虎（子皮）的喜欢。前542年， 罕虎向子产推荐让尹何来治理自己的封邑。子产说尹何年轻，不知道他能否胜任。罕虎想让尹何在从政中学习，子产拒绝了，他的说辞就是《古文观止》中的《子产论尹何为邑》。罕虎认为子产忠诚，说的正确，所以于是把政事交给了子产。